# دائرة حمام قرقور
دائرة حمام قرقور دائرة تقع شمال ولاية سطيف

## التقسيم الإداري
تضم الدائرة حسب التقسيم الإداري لسنة 1984 بلديتين هما :
- ذراع قبيلة
- حمام قرقور